# دين سيترولو
دين سيترولو (24 فبراير 1919 – 9 مايو 2010) هو مبارز بالسيف من الولايات المتحدة راحل، مثّل بلاده في الألعاب الأولمبية الصيفية 1948.

## روابط خارجية
دين سيترولو على موقع أوليمبيديا (الإنجليزية)